# عنصل أوليفري
العنصل الأوليفري (باللاتينية: Drimia ollivieri) نوع نباتي ينتمي إلى جنس العنصل من الفصيلة الهليونية. كان يعرف سابقًا باسم (باللاتينية: Urginea ollivieri).

## الموئل والانتشار
موطنه المغرب العربي.